# Folke Andersson (1922–1981)
För andra betydelser, se Folke Andersson.
Folke Reinhold Andersson, född 23 maj 1922 i Lundby församling i Göteborg, död 10 januari 1981 i Angereds församling i Göteborg, var en svensk fotbollsspelare som spelade fyra allsvenska matcher för Gais säsongen 1946/1947. Han var bror till Åke "Carnera" Andersson, som spelade för Gais på 1930-talet men sedan gick till AIK.